# La verità su Metal Carter
La verità su Metal Carter è il primo album in studio del rapper italiano Metal Carter, pubblicato a luglio 2005 dalla Traffik Records.

## Il disco
L’album è il lavoro con cui Metal Carter per la prima volta si propone in veste solista, dopo aver fondato nel 2000 un gruppo chiamato Truceboys insieme a Gel e Cole (al quale nel 2003 si è aggiunto Noyz Narcos) con i quali ha pubblicato un EP omonimo nel 2001 e l’album Sangue nel 2003. 

Il disco, originariamente previsto come un EP, si compone di nove tracce per la durata complessiva di 36 minuti. Le produzioni sono affidate principalmente a Santo Trafficante e a DJ Sano Volcano, eccezion fatta per il primo brano prodotto da Noyz Narcos, e per le tracce 7 e 9, prodotte rispettivamente da Guinea Pig e DJ Demis. Le strumentali di Pagliaccio di ghiaccio (canzone divenuta negli anni molto virale, soprattutto grazie al suo iconico videoclip) e di Violenza domestica sono tratte rispettivamente da Rock Me Amadeus e Jeanny di Falco. Il brano Antisociale presenta il campionamento di alcune parti di Sfida il buio di Speaker Dee Mo, considerata una pietra miliare per l'hip hop italiano. I featuring presenti nell’album sono con gli altri membri dei Truceboys, con Santo Trafficante, Benetti DC, DJ Demis e Mystic One.

## Tracce
1. Metal Carter – prodotto da Noyz Narcos
2. Pagliaccio di ghiaccio – prodotto da Santo Trafficante
3. Boy Band (feat. Gel) – prodotto da Dj Sano Volcano
4. Violenza domestica (feat. Santo Trafficante) – prodotto da Santo Trafficante
5. Non sei mio amico – prodotto da Santo Trafficante
6. Non posso cambiare – prodotto da Dj Sano Volcano
7. Antisociale (feat. Benetti DC, Noyz Narcos e DJ Demis) – prodotto da Guinea Pig
8. Vuoi sapere – prodotto da Dj Sano Volcano
9. Parlando alla Luna (feat. Mystic One e Cole) – prodotto da Dj Demis